# Sylvie Valayre
Sylvie Valayre, née le 10 octobre 1964 à Paris, est une chanteuse d'opéra soprano et pédagogue musicale française.

## Biographie

### Jeunesse et formation
Elle suit des études anglo-américaines (DEA de sociologie du Cinéma Américain) quand une rencontre, celle de Placido Domingo dans Otello, décide de sa vocation.
1er prix de chant du Conservatoire de Paris dans les classes de Christiane Eda-Pierre et de Gabriel Bacquier ainsi que de Régine Crespin,
elle participe aux Master Classes de Cathy Berberian, Galina Vichnevskaia, Gino Bechi et Paul von Schilawsky à Florence, de Giuseppe Di Stefano à Montpellier... Ce dernier la choisira, plus tard, pour partager un concert au Châtelet. 
En 1990 à Vérone elle rencontre le ténor italien Sergio Tedesco qui l’aide à développer sa voix et à débuter, à deux mois d’intervalles, La Traviata et Tosca.

### Carrière lyrique
Elle est très vite engagée dans les grands rôles mozartiens (La Contessa dans Les Noces de Figaro, Donna Elvira dans Don Giovanni, Fiordiligi dans Così fan tutte, Pamina dans La Flûte Enchantée).

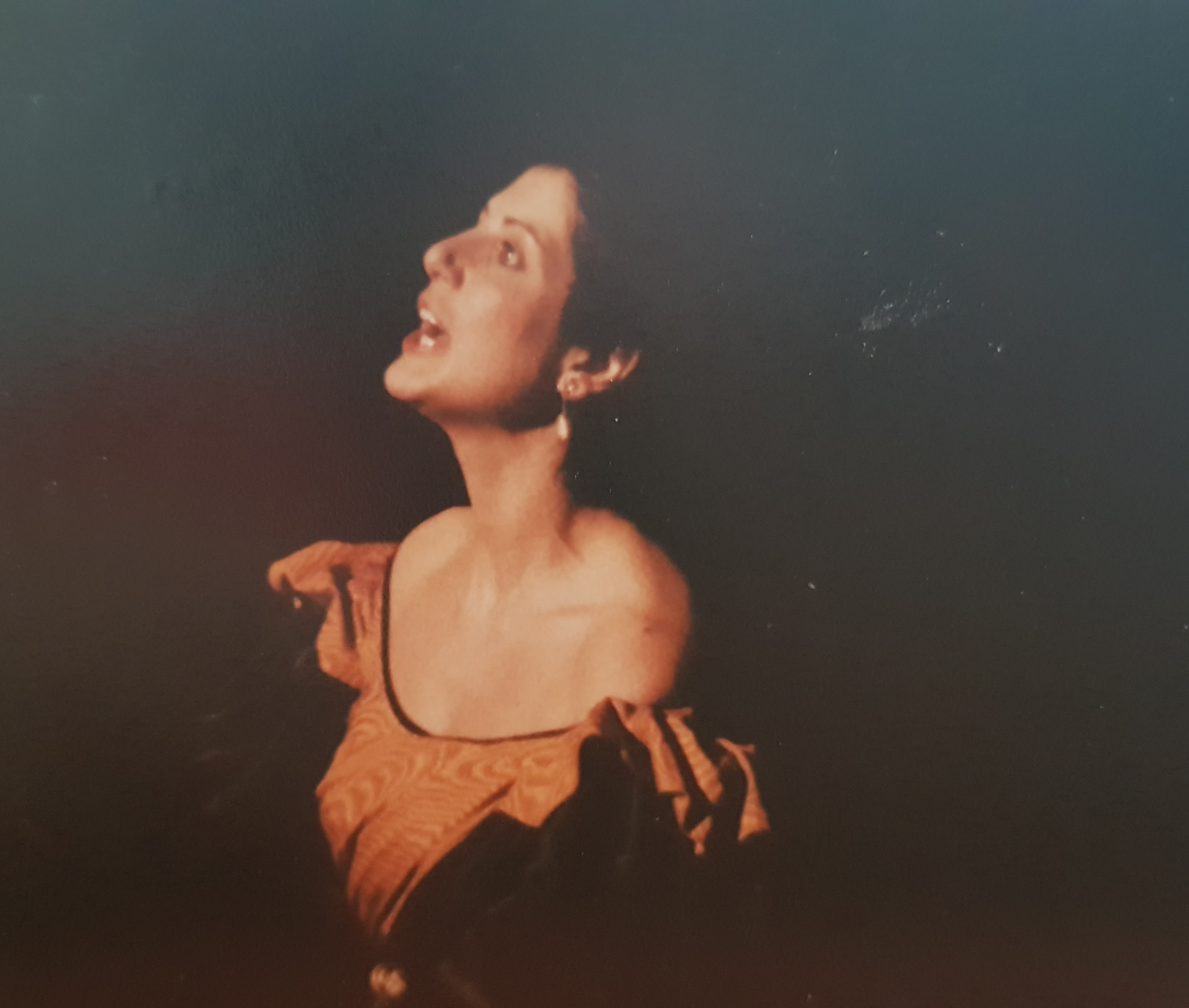
La Malibran à sa création à Toulon 1983.

En juin 1983 , elle crée le rôle de Maria Malibran à l'Opéra de Toulon : La Malibran un spectacle dans la mise en scène de Philippe Rondest sur un texte de Jacques Josselin, décors et costumes de Georges Pomerantz. Elle y chante de nombreux grands airs du répertoire romantique entourée de Virginie Pradal, Brigitte Toulon, Gérard Caillaud et Yolande Folliot notamment. Ce spectacle qui sera repris au Théâtre Marigny de Paris bénéficiera d'une captation vidéo de Pierre Sabbagh.
Son troisième rôle fut La Fiancée du Tsar de Rímsky Korsakov à l’Opéra de Rome, choisie par Rostropovitch et Galina Vichnevskaia, puis Mimi de La Bohême, Tosca, Magda de La Rondine, La Traviata, Norma, Fidélio, Manon et Thais de Massenet, Adina de L’Elisire d’Amore, Liù de Turandot, L’Infante du Nain (ou L’Anniversaire de L’Infante) de Zemlinsky et La Voix Humaine de Poulenc. En 1995, Sylvie Valayre joue pour la première fois Lady Macbeth, qui allait devenir l’un de ses rôles fétiches, en tournée aux Pays-Bas.
À partir de 1994, elle chante dans tous les principaux théâtres italiens, interprétant les rôles les plus divers : La Voix Humaine (Trieste, Gênes, Naples), Cavalleria Rusticana (Trieste, Bologne) L’Heure Espagnole et Le Secret de Suzanne (Trieste), Madame Butterfly (Naples, Venise, Cagliari, Turin), Lady Macbeth de Macbeth (Gênes, Cagliari, Turin).
Un répertoire très étendu que justifie pleinement ses 3 octaves.
Dès 1997, les plus grandes scènes internationales la sollicitent : Nabucco à Covent Garden, Elisabetta de Don Carlo, version italienne en 5 actes au Royal Albert Hall sous la Direction de M. Haitink, La Gioconda de Ponchielli à la Scala de Milan puis Madame Butterfly au San Francisco Opera, avec Hélène de Jerusalem de Verdi au Carnegie Hall, Nabucco, Aïda et Tosca aux Arènes de Vérone ainsi que Macbeth à Paris, Tosca à Berlin ou Magdalena d’André Chénier aux côtés de M. Domingo et dirigée par M. Levine au Met à New York, Elektra de Strauss à Madrid, dirigée par Daniel Barenboim, Madame Butterfly à Tokyo avec M. Chung.
Depuis 2003, il y eut Turandot (rôle de Turandot) à Berlin sous la direction de Kent Nagano, L’Impératrice dans Die Frau Ohne Schatten de Strauss à Berlin sous la baguette de M. Thielemann, sans oublier quelques reprises de Turandot à Berlin, Tosca au Met et à Vienne, Madame Butterfly à Chicago, Nabucco et La Gioconda à Zurich.
Ainsi que Salome à Braunchweig et Athènes avec la Philharmonie de Vienne, puis à Santa Cecilia, Tosca, Nabucco, et Fedora à Vienne, Salome à Tokyo, Tosca à Zurich, au Met de New York et à Washington, Aïda à Rome, aux Thermes de Caracalla sous la direction de Placido Domingo.
En 2007, après le rôle de Manon Lescaut, à l’Opéra de Miami, elle enchaîne sur Lady Macbeth au prestigieux festival de Glyndebourne puis est choisie par Alain Duault pour participer à un hommage à Maria Callas, diffusé sur France 3 le 8 septembre 2007.
En octobre et novembre 2007, Sylvie Valayre chante le rôle éponyme de Tosca, l’opéra de Puccini à l’Opéra Bastille à Paris.
Elle est invitée par Eve Ruggieri à se produire dans un grand récital pour le Festival d'Antibes.
Elle retrouve Macbeth et Nabucco au Staatsoper de Berlin,débute à Sao Paulo dans les quatre derniers lieder de Strauss.
En 2008 et 2009, elle triomphe en Princesse Turandot aux quatre coins de la planète (Tel Aviv, Dresde, Karlsruhe, Berlin, Budapest et Washington).
Elle débute à l'Opéra de San Diego en Tosca, elle y retourne en 2010  pour Nabucco.

### Carrière d'enseignante
Sylvie Valayre décide de mettre fin à sa carrière lyrique à l'âge de 55 ans et commence à enseigner à l'École normale de musique de Paris en octobre 2018.

## Enregistrements
- 1984 : La Malibran, Théâtre Marigny, Paris (DVD)[2]
- 1991 : Una lettera d'amore di Lord Byron, Gianfranco Masini, Orchestra Sinfonica dell'Emilia Romagna "Arturo Toscanini" (CD, Ermitage ERM 403)
- 1991 : Le preziose ridicole, Gianfranco Masini, Orchestra Sinfonica dell'Emilia Romagna "Arturo Toscanini" (CD, Aura Classics)
- 1992 : Philippe Hersant, Le Chateau des Carpathes, David Robertson, Orchestre Philharmonique de Montpellier (CD, Accord)
- 2004 : La corona di pietra - Gala concert Arena di Verona with Placido Domingo (Bellini: finale of "Norma"), Orchestra Arena di Verona (DVD, Sony - BMG)
- 2006 : Giuseppe Verdi, Macbeth, Bruno Bartoletti, Orchestra del Teatro Regio di Parma (DVD, TDK Music)
- 2007 : Christmas Album (Sylvie Valayre sings the traditional "What Child is This?"), Camerata of London (CD, MSM-CD)